# Lisa Smit
Lisa Smit (Ámsterdam, 26 de octubre de 1993) es una actriz neerlandesa.

## Carrera
En 2005 debutó con un papel secundario en el telefilm Wanted: Man de Patrice Toye. Interpretó su primer papel protagónico importante como Liselore en De Griezelbus del director Pieter Kuijpers.
En 2010, apareció como invitada en la segunda temporada de la serie Aún no nos vamos a casa, e interpretó a la protagonista femenina en la película de arte y ensayo Shocking Blue de Mark de Cloe. En 2011, interpretó un papel secundario en el largometraje Lena del director flamenco Christophe van Rompaey, que se estrenó en Toronto.
Entre 2012 y 2018, Lisa desempeñó un papel regular como la hija menor de Monique van de Ven en la serie de televisión Dokter Deen. En 2013, recibió elogios de la crítica por su papel en la película alemana Quellen des Lebens.
En 2016 interpretó uno de los papeles principales en la serie dramática Project Orpheus.

## Filmografía

### Cine
| Año  | Título                      | Director                                        | Papel             | Nota                        |
| ---- | --------------------------- | ----------------------------------------------- | ----------------- | --------------------------- |
| 2005 | De Griezelbus               | Pieter Kuijpers                                 | Liselore          |                             |
| 2005 | Liefs uit de Linnaeusstraat | Barbara Bredero                                 | Linda             | Cortometraje                |
| 2005 | The Niggaz of LaRouge       | Robert van de Laar                              | Nina              |                             |
| 2006 | Tyger                       | Leyla Everaers                                  | Veronique         | Cortometraje                |
| 2006 | Absolutely Positive         | Kate Brown                                      | Leerling          | Cortometraje; sin acreditar |
| 2007 | Onzichtbaar                 | Marloes van Meerten                             | Sterre            | Cortometraje                |
| 2007 | Los                         | Steven Wouterlood                               | Lieke             | Cortometraje                |
| 2007 | Ebony                       | Ineke Houtman                                   | Kimberly          | Cortometraje                |
| 2008 | TBS                         | Pieter Kuijpers                                 | Tessa             | [ 4 ]                       |
| 2010 | Shocking Blue               | Mark de Cloe                                    | Manou             |                             |
| 2010 | Zwart water                 | Elbert van Strien                               | Karen (voz)       |                             |
| 2011 | No Credit No Life           | Ver listaThijs Jebson Bart Roof                 | Floortje          | Cortometraje                |
| 2011 | Lena                        | Christophe Van Rompaey                          | Hanneke           |                             |
| 2011 | Skins in de polder          | Vincent Fitz-Jim                                | Cheryl            | Cortometraje                |
| 2011 | Yana                        | Marnix van Wijk                                 | Yana              | Cortometraje                |
| 2011 | De Ark                      | Ver listaMiguel Murgia Gijs Pouwels Jan Verdijk | Sara Willemse     | Cortometraje                |
| 2013 | Quellen des Lebens          | Oskar Roehler                                   | Laura Werner      |                             |
| 2014 | Kenau                       | Maarten Treurniet                               | Gertruide         |                             |
| 2014 | De laatste Dag van de Zomer | Feike Santbergen                                | Felice            | Cortometraje                |
| 2014 | Forever After               | Charlotte Scott-Wilson                          | Sara              | Cortometraje                |
| 2014 | Guys Night                  | Ver listaBardo Ellens Iván López Núñez          | Sonja             | Cortometraje                |
| 2014 | Zomer                       | Colette Bothof                                  | Carlijn           |                             |
| 2016 | The Long Reach of Shadow    | Feike Santbergen                                | -                 | Cortometraje                |
| 2017 | Het blauwe uur              | Tess van Hennekeler                             | Benthe            | Cortometraje                |
| 2017 | All the Single Ladies!      | Yfke van Berckelaer                             | Tiek              | Cortometraje                |
| 2018 | Redbad                      | Roel Reiné                                      | Fenne             |                             |
| 2018 | Het Zwart                   | Feike Santbergen                                | Mirre             | Cortometraje                |
| 2019 | Baantjer het begin          | Arne Toonen                                     | Pien Montijn      |                             |
| 2019 | Lili                        | Yfke van Berckelaer                             | Lili              | Cortometraje                |
| 2021 | Mijn vader is een vliegtuig | Antoinette Beumer                               | Willemien (joven) |                             |
| 2022 | Flexi                       | Oene Kummer                                     | Sasha             | Cortometraje                |
| 2022 | A Pink Moon Comes           | Yannick de Waal                                 | -                 | Cortometraje                |

### Televisión
| Año       | Título                            | Papel                                          | Nota                   |
| --------- | --------------------------------- | ---------------------------------------------- | ---------------------- |
| 2005      | Burgers/Reizigers                 | Meisje                                         | Película de TV         |
| 2005      | Gezocht: Man                      | Lisa                                           | Película de TV         |
| 2006      | Boks                              | Marjolein                                      | Serie; 1 episodio      |
| 2007      | Willemspark                       | Ver listaAnnabel Schaeffer Annabel van Haaften | Serie; 8 episodios     |
| 2010      | We gaan nog niet naar huis        | Boukje                                         | Serie; 1 episodio      |
| 2010-2011 | Flikken Maastricht                | Loretta Verstegen                              | Serie; 3 episodios     |
| 2011      | Mijn Marko                        | Esmee                                          | Película de TV         |
| 2012-2018 | Dokter Deen                       | Wendy van Buren                                | Serie; 40 episodios    |
| 2013      | De meisjes van Thijs              | Romy                                           | Serie; 1 episodio      |
| 2013      | Max En Billy's Drill Machine Girl | Sarah                                          | Serie                  |
| 2013      | Zusjes                            | Noor van Ruizendaal                            | Serie; 8 episodios     |
| 2014      | De liefde van mijn leven          | Jonge Tess                                     | Película de TV         |
| 2015      | Danni Lowinski                    | Marianne Heijmans                              | Serie; 2 episodios     |
| 2016      | Project Orpheus                   | Daniëlle «Daan» Veldhoven                      | Serie; 12 episodios    |
| 2018      | Der Amsterdam Krimi               | Maartje de Wit                                 | Miniserie; 1 episodio  |
| 2019      | Redbad - The Legend               | Fenne                                          | Miniserie; 4 episodios |
| 2019-2020 | Baantjer het begin                | Pien Montijn                                   | Serie; 4 episodios     |
| 2020      | Ares                              | Carmen Zwanenburg                              | Serie; 8 episodios     |
| 2020      | Toen wij de tijd hadden           | Chris                                          | Serie; 1 episodio      |
| 2021      | We Out Here                       | Noah                                           | Serie; 1 episodio      |
| 2021      | Alles van Waarde                  | Esther                                         | Película de TV         |
| 2021      | Woensel West                      | Faye                                           | Serie                  |
| 2022      | Odds                              | Lonneke                                        | Serie; 1 episodio      |